# Nálesí
Nálesí je malá vesnice, část obce Chyšky v okrese Písek v Jihočeském kraji. Nachází se asi tři kilometry severozápadně od Chyšek. Nálesí leží v katastrálním území Ratiboř o výměře 5,97 km².

## Historie
První písemná zmínka o vesnici pochází z roku 1654.

## Obyvatelstvo
| Rok            | 1869 | 1880 | 1890 | 1900 | 1910 | 1921 | 1930 | 1950 | 1961 | 1970 | 1980 | 1991 | 2001 | 2011 | 2021 |
| -------------- | ---- | ---- | ---- | ---- | ---- | ---- | ---- | ---- | ---- | ---- | ---- | ---- | ---- | ---- | ---- |
| Počet obyvatel | 122  | 101  | 84   | 80   | 79   | 74   | 57   | 65   | 69   | 54   | 46   | 34   | 28   | 28   | 29   |
| Počet domů     | 15   | 15   | 12   | 11   | 12   | 12   | 11   | 11   | 10   | 17   | 13   | 12   | 20   | 19   | 19   |

## Obecní správa
Při sčítání lidu v letech 1850–1929 Nálesí bylo osadou obce Obděnice v okrese Sedlčany. V letech 1930–1980 bylo osadou obce Ratiboř, se kterým patřil nejprve do okresu Milevsko, ale od roku 1960 v okrese Písek. Od 1. ledna 1981 je částí obce Chyšky v okrese Písek.

## Pamětihodnosti
- Kaple ve vsi je novější, z roku 1979. Je zasvěcená Panně Marii. Nachází se u komunikace do Ratiboře.[8]
- Vedle návesní kaple se nachází drobný kříž na kamenném podstavci. Na kulatém štítku kříže je tento nápis: Pozdraven buď Svatý Kříž, na němž zemřel PÁN JEŽÍŠ
- U komunikace do vesnice ve směru od Chyšek se nalézá další kříž.
- Venkovská usedlost čp. 2 , která se nachází na samotě poblíž vesnice, je vedená v Seznamu kulturních památek v okrese Písek.

## Galerie

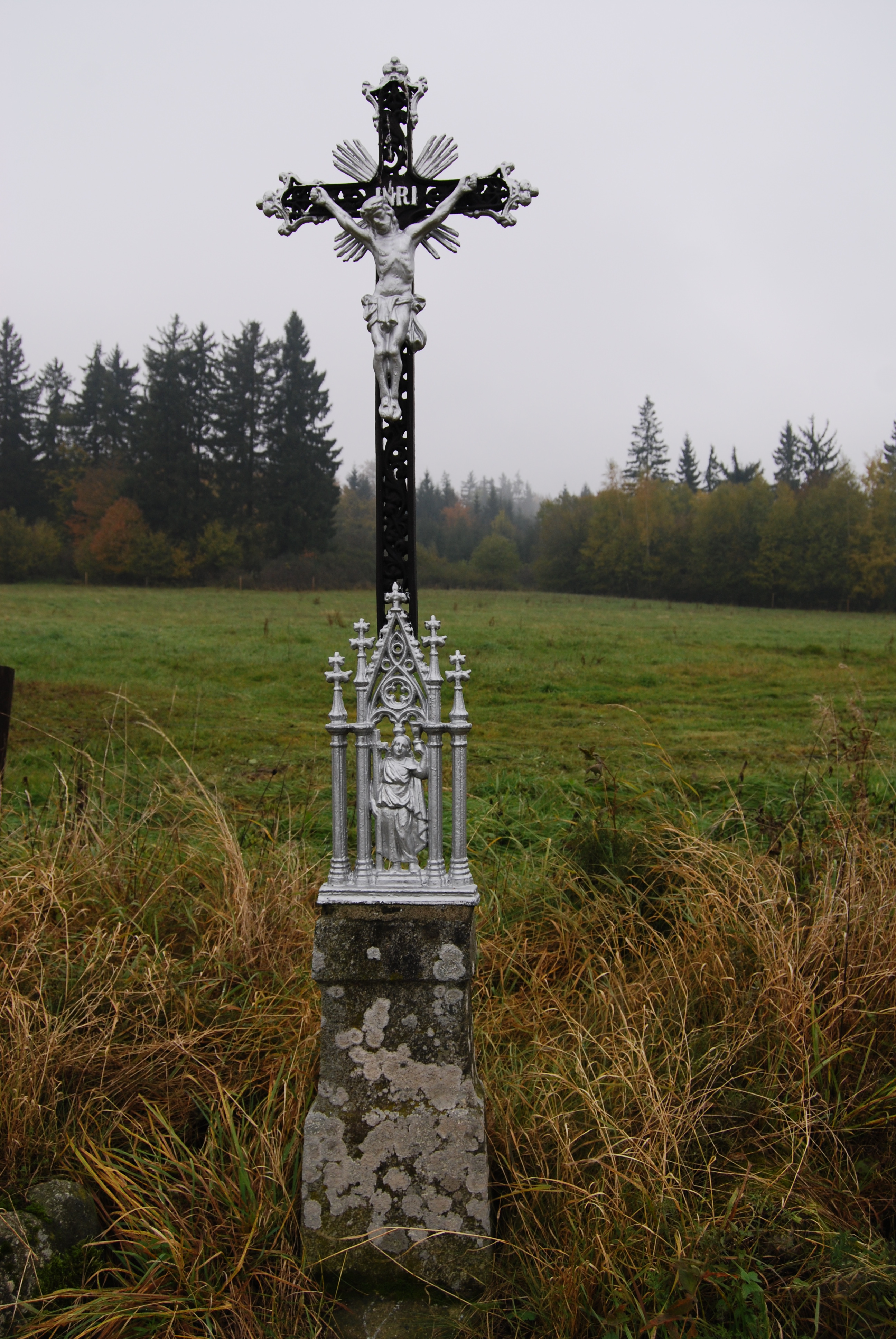
Kříž poblíž vesnice
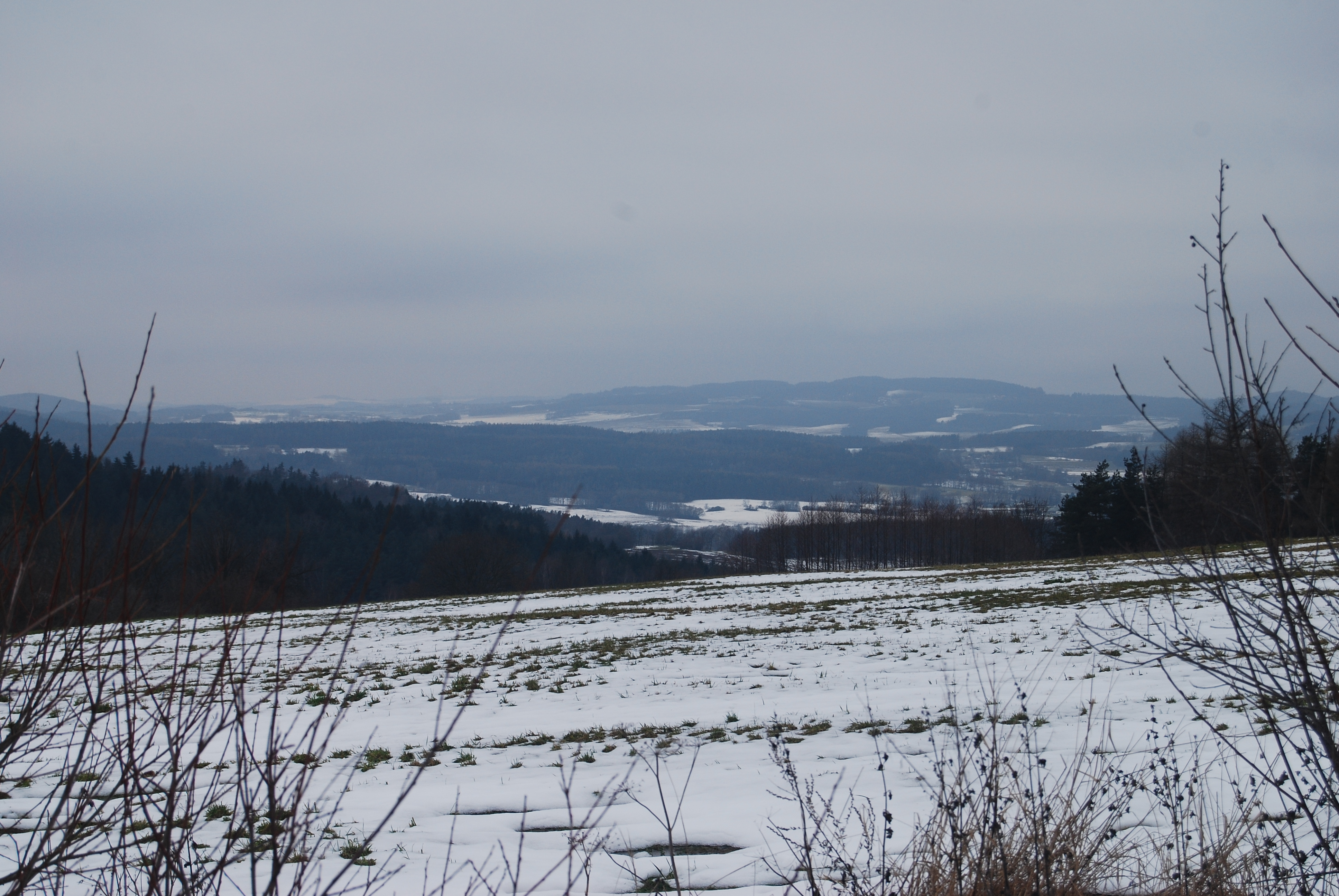
Pohled na okolí
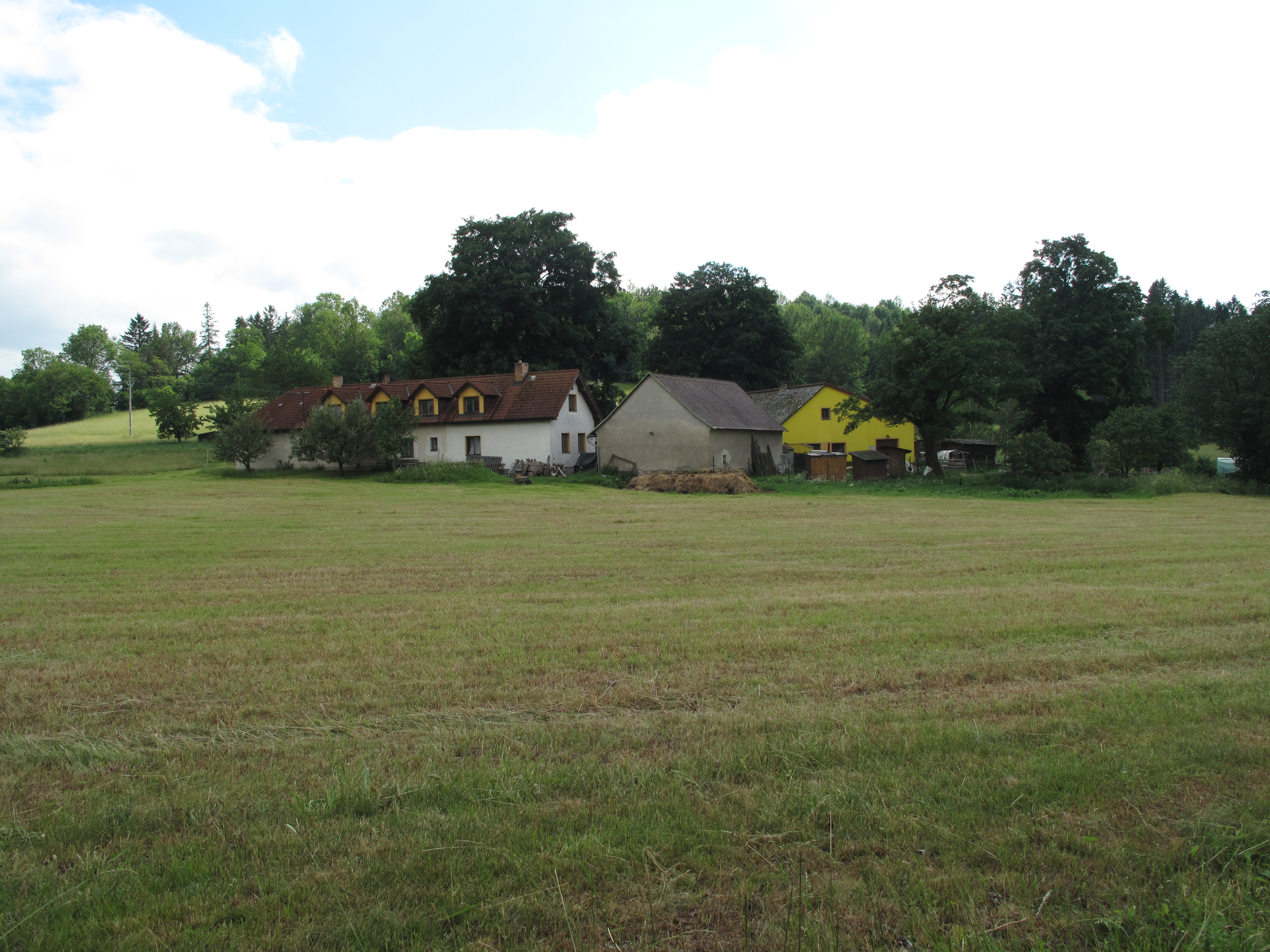
Domy
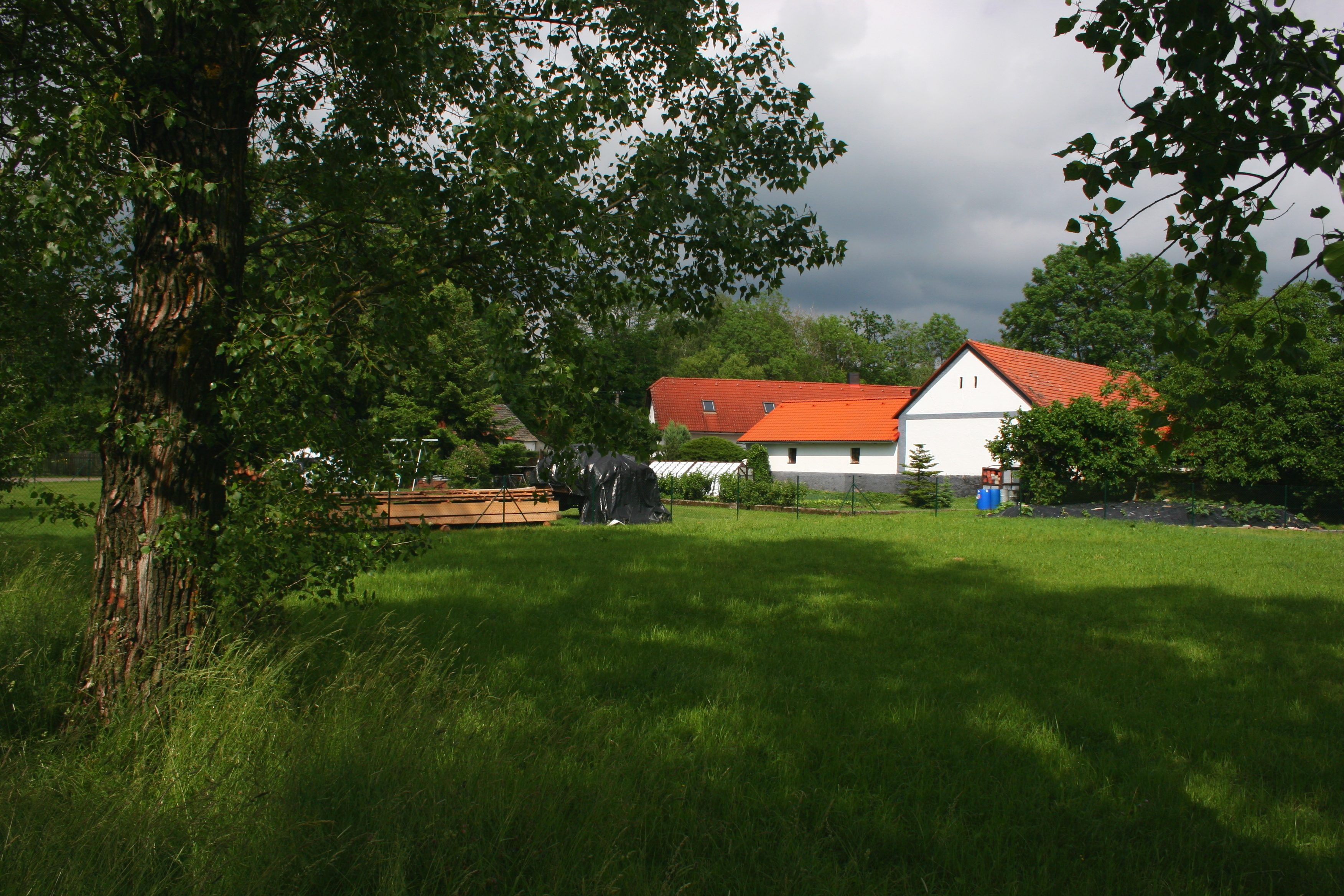
Dům